# Derk Wiggers
| |  |  |
| Links: fotoportret. Rechts: kunstenaars te Katwijk, 1904 (links Derk Wiggers, midden Willy Sluiter, rechts Hendrik Jansen) |  |  |

Dirk (Derk) Wiggers (Amersfoort, 26 maart 1866 – Den Haag, 15 februari 1933) was een Nederlands kunstschilder, etser en aquarellist.

## Leven en werk
Wiggers begon zijn carrière als notarisklerk, maar koos uiteindelijk voor de schilderkunst. Hij volgde een cursus aan de Academie van Beeldende Kunsten in Rotterdam en was verder autodidact.
Wiggers woonde en werkte onder andere in Kralingen, Heelsum, Berg en Dal, Laren, Blaricum en van 1923 tot 1929 ook in het Belgische Ukkel. Hij schilderde vooral polder- en rivierlandschappen, alsook boerenwoningen en stillevens. Zijn stijl vertoont verwantschap met de Haagse School en het impressionisme. Hij maakte reizen naar Italië en Spanje.
Wiggers was lid van de Arti et Amicitiae te Amsterdam, de Rotterdamse Kunstkring en Pulchri Studio te Den Haag. In 1909 werd hij onderscheiden door Koningin Wilhelmina. Hij was gehuwd met Paula van Ysselstein en overleed in 1933, 66 jaar oud. Zijn werk is onder andere te zien in Museum Boijmans Van Beuningen te Rotterdam, het Haags Gemeentemuseum, het Dordrechts Museum en het Kröller-Müller Museum te Otterlo.

## Galerij

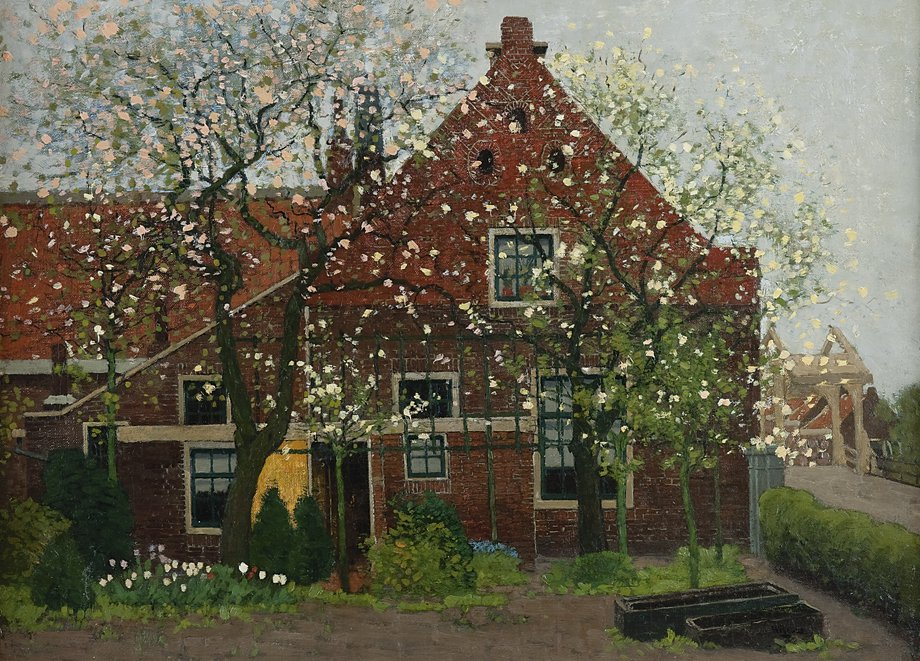
Huisje te Loenen in het voorjaar
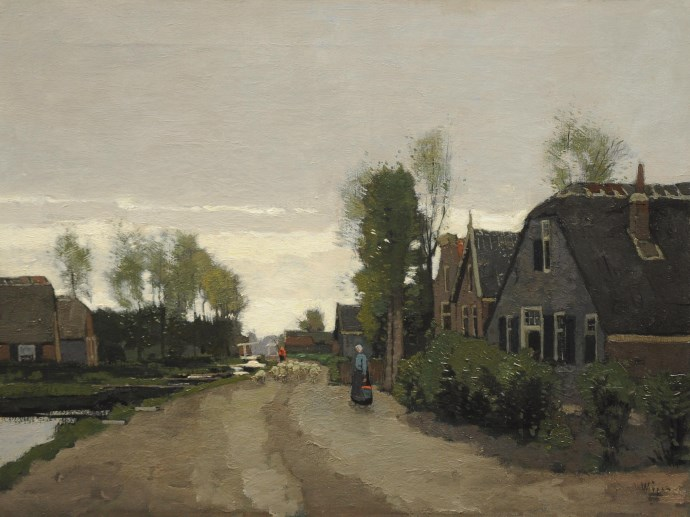
Gezicht op Noorden
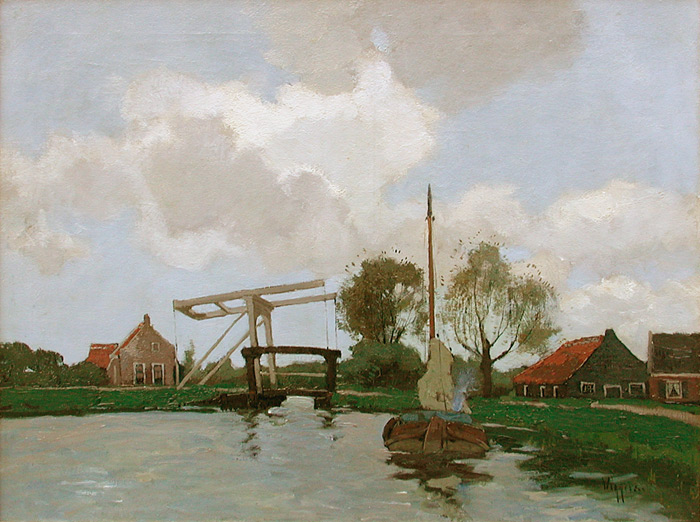
Langs de wetering
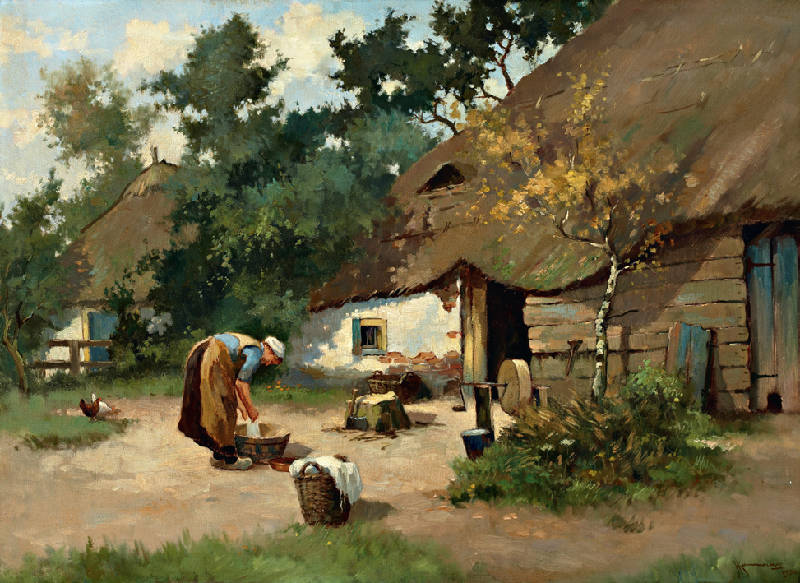
Boerin bij wastobbe op zonnig erf
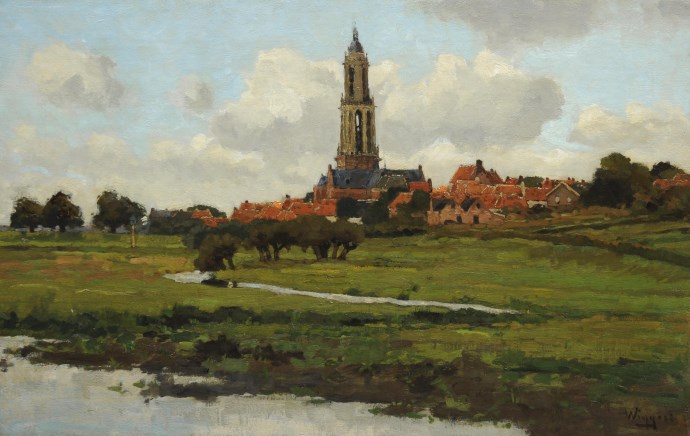
Gezicht op Rhenen